# سنتز آورس
سنتز آورس (انگلیسی: Auwers synthesis) مجموعه‌ای از واکنش‌های شیمیایی در شیمی آلی است که طی آن یک فلاونول از یک بنزوفوران تولید می‌شود. این واکنش سنتز نخستین بار در سال ۱۹۰۸ توسط شیمیدان آلمانی کارل فون‌آورس کشف گردید.

## سازوکار واکنش
سازوکار این فرایند به صورت زیر است: